# Obdach
Obdach é um município da Áustria, situado no distrito de Murtal, no estado da Estíria. Tem 159,11 km² de área e sua população em 2019 foi estimada em 3.758 habitantes.